# Problepsis diazoma
Problepsis diazoma là một loài bướm đêm trong họ Geometridae.